# Дита фон Тиз
Дита фон Тиз (енгл. Dita Von Teese), право име Хедер Рене Свит (енгл. Heather Renée Sweet; Рочестер, 28. септембар 1972) америчка је бурлеска играчица, глумица и манекенка.

## Каријера
Дита је рођена у Рочестеру, држава Мичиген, у породици средње класе. Поред енглеског она има шкотско, јерменско и немачко порекло. Већ са 4 године је кренула на часове балета. Од раног детињства, почиње да развија сопствени стил, који је под великим утицајем четрдесетих и педесетих година 20. века.
Прво се појавила у великом броју фетиш часописа, попут Bizarre (бизарно) и Marquis (маркиза). Највише пажње је привукла фотографијама у Плејбоју из 1999, 2001. и 2002. године.
Дита фон Тиз је најпознатија по својим наступима као необурлеска играчица и често је називана у медијима „Краљица бурлеске“. Њена најпрепознатљивија тачка Martini Glass Show где се купа у великој чаши мартинија прскајући гледаоце, донео јој је славу и популарност. У сценским наступима користи разне реквизите, а неизоставни део одеће које носи су корсети.
Опробала се у глуми и манекенству, а почетком каријере снимила је неколико порнографских филмова, као што су Pin Ups 2 и Decadence. Појавила се у једној епизоди популарне серије Место злочина.
Учествовала је на Песми Евровизије 2009. у Москви, као део сценског наступа немачког извођача Алекса. Од 2005. до 2007. је била у браку са музичаром Мерилином Менсоном.
Дана 24. фебруара 2011. године наступила је у Београду поводом трећег рођендана Гранд казина.

## Филмографија
- 1995. Romancing Sara
- 1997. Matter of Trust
- 1999. Pin-Ups 2
- 1999 Decadence
- 2001. Slick City: The Adventures of Lela Devin
- 2001 Tickle Party: Volume 2
- 2002. Bound in Stockings
- 2002 Naked and Helpless
- 2004. Blooming Dahlia
- 2004 Lest We Forget: The Video Collection
- 2005. The Death of Salvador Dali
- 2006. Saint Francis
- 2007. Indie Sex: Extremes
- 2008. The Boom Boom Room